# Fatgo'o
Fatgo'o (ou Fatgoo, Bafantgou, Fatngo, Fatngou, Mfatngo) est un village du Cameroun, appartenant à la commune de Bangangté, dans le département du Ndé et la Région de l'Ouest. 

## Population
Selon le recensement de 2005, la population de Fatgo'o est de 173 habitants.

## Référence
1. ↑  Répertoire actualisé des villages du Cameroun. Troisième recensement général de la population et de l'habitat du Cameroun, Bureau central des recensements et des études de population, vol. 4, tome 7, 2005, p. 353
2. ↑  « cedep »